# Idionella
Genre
Idionella est un genre d'araignées aranéomorphes de la famille des Linyphiidae.

## Distribution
Les espèces de ce genre se rencontrent en Amérique du Nord.

## Liste des espèces
Selon World Spider Catalog (version 16.5, 11/10/2015) :
- Idionella anomala (Gertsch & Ivie, 1936)
- Idionella deserta (Gertsch & Ivie, 1936)
- Idionella formosa (Banks, 1892)
- Idionella nesiotes (Crosby, 1924)
- Idionella rugosa (Crosby, 1905)
- Idionella sclerata (Ivie & Barrows, 1935)
- Idionella titivillitium (Crosby & Bishop, 1925)
- Idionella tugana (Chamberlin, 1949)

## Publication originale
- Banks, 1893 : Notes on spiders. Journal of the New York Entomological Society, vol. 1, p. 123-134 (texte intégral).